# Carbonyloxide

Mesomere Grenzstrukturen von Carbonyloxiden

Carbonyloxide (auch Criegee-Intermediate) sind eine Stoffgruppe der organischen Chemie, die sich von Carbonylverbindungen ableiten, am Carbonyl-Sauerstoff jedoch eine Bindung zu einem weiteren Sauerstoffatom aufweisen. Zuerst wurden sie als Intermediate in der Ozonolyse beschrieben. Andere Herstellungsmethoden gehen von Diazoverbindungen aus. Carbonyloxide sind ausgesprochen reaktiv und können unter normalen Bedingungen nicht isoliert werden. Zu der Stoffgruppe gehört beispielsweise das vom Benzophenon abgeleitete Benzophenonoxid.

## Geschichte
Carbonyloxide wurden schon 1949 von Rudolf Criegee als Intermediate der Ozonolyse postuliert. Der Nachweis des Ozonolyse-Mechanismus und die Untersuchung von Carbonyloxiden gelang erst deutlich später. So stammt der erste direkte spektroskopische Nachweis aus dem Jahr 1983.

## Vorkommen
Carbonyloxide spielen eine Rolle in der Atmosphärenchemie. Gebildet werden sie dort durch die Ozonolyse von Alkenen. Die tautomere Form des Carbonyloxids, ein Hydroperoxy-Alken, zerfällt in eine Carbonylverbindung und ein Hydroxyradikal. Letzteres ist eine wichtige Spezies in der Atmosphärenchemie, beispielsweise in der Bildung von Stickstoffdioxid. Das mengenmäßig wichtigste Alken, das in der Atmosphäre durch Ozon zersetzt wird, ist Isopren.

## Carbonyloxide in der Ozonolyse
Carbonyloxide entstehen als Intermediate in der Ozonolyse von Alkenen, sind jedoch ausgesprochen kurzlebig und können im Normalfall nicht detektiert, geschweige denn isoliert werden. Bei der Ozonolyse von Alkenen findet zunächst eine 1,3-dipolare Cycloaddition des Ozons ans die Doppelbindung statt. Es wird ein Primärozonid (siehe Ozonide) gebildet, bei dem drei konsekutive Sauerstoffatome vorliegen. Dieses zerfällt in ein Carbonyloxid und eine Carbonylverbindung. Durch eine weitere 1,3-dipolare Cycloaddition des Carbonyloxids an die Carbonylverbindung bildet sich ein Sekundärozonid, bei dem eine Oxobrücke und eine Peroxidbrücke vorliegen statt dreier konsekutiver Sauerstoffatome. Bei der Aufarbeitung der Reaktion werden dann je nach Reaktionsbedingungen unterschiedliche Produkte erhalten, beispielsweise Carbonylverbindungen.

Mechanismus der Ozonolyse: Das Primärozonid (2) zerfällt zu einer Carbonylverbindung und einem Carbonyloxid (3). Im Normalfall bilden diese beiden Verbindungen durch eine 1,3-dipolare Cycloaddition ein Sekundärozonid (5)

## Weitere Herstellungsmethoden
Neben der Ozonolyse von Alkenen können Carbonyloxide auch durch andere Reaktionen gebildet werden. So werden sie bei der Photooxidation von Diazoverbindungen gebildet. Dabei wird zunächst unter Abspaltung von Stickstoff ein Carben gebildet, das dann mit Sauerstoff zu einem Carbonyloxid reagiert. Bei dieser Reaktion ist auch eine Matrixisolation möglich, wenn die Diazoverbindung in einer Matrix aus festem Stickstoff und festem Sauerstoff im Verhältnis 9:1 vorliegt. Eine andere Herstellungsmethode bei der ein spektroskopischer Nachweis gelingt, ist die Flash-Photolyse von Diazoverbindungen. Daneben können Diazoverbindungen auch mit Singulett-Sauerstoff umgesetzt werden. Dieser bildet zunächst mit der Diazoverbindung einen Fünfring, aus dem dann der Stickstoff abgespalten wird, ohne dass ein Carben als Intermediat auftritt. Ausgehend von Diphenyldiazomethan kann beispielsweise das Benzophenonoxid hergestellt werden, das im Vergleich mit anderen Vertretern der Stoffgruppe etwas stabiler ist. Vermutlich treten Carbonyloxide auch als Intermediate in Oxidationsreaktionen durch Endoperoxie von Furanen auf.

## Eigenschaften
Carbonyloxide sind hochreaktive Spezies. Dargestellt werden sie meist als Zwitterionen, es gibt jedoch auch Hinweise, dass es sich um Diradikale handelt. Durch die unsymmetrisch substituierte C=O-Doppelbindung weisen Carbonyloxide eine Z/E-Isomerie auf. Das Absorptionsmaximum liegt meist um 400 nm. Daneben weisen Carbonyloxide auch charakteristische Banden in der IR-Spektroskopie auf.

## Weitere Reaktionen
Neben der 1,3-dipolaren Cycloaddition an Carbonylverbindungen, die in der Ozonolyse zu Sekundärozoniden führt, können Carbonyloxide auch weitere Reaktionen eingehen. So können sie sich zum Teil zu Estern oder Lactonen umlagern. Außerdem können diverse Nucleophile an Carbonyloxide addiert werden, darunter Alkohole, Wasserstoffperoxid, Wasser, Ammoniak, Cyanwasserstoff und Carbonsäuren. Bei weitem am häufigsten werden Reaktionen mit Methanol durchgeführt. So werden bei der Durchführung einer Ozonolyse in Methanol die entstehenden Carbonyloxide abgefangen und Hydroperoxide gebildet, konkret α-Methoxy-Hydroperoxide. Unter bestimmten Bedingungen können Carbonyloxide in einer 1,3-dipolaren Cycloaddition an Alkene addiert werden und so 1,2-Dioxolane bilden. Bei der Ozonolyse von Vinylethern ist dies der hauptsächliche Reaktionsweg, da die Addition an die entstehende Carbonylverbindung nur sehr langsam abläuft. Eine häufig auftretende Nebenreaktion bei Ozonolysen ist die Dimerisierung von Carbonyloxiden zu 1,2,4,5-Tetraoxanen, also Sechsringen mit zwei Peroxidbrücken. Carbonyloxide können Alkene epoxidieren. Tetracyanoethylen ist wenig reaktiv gegenüber Ozon. Wird 2,3-Dimethylbuten in dessen Gegenwart einer Ozonolyse unterworfen, wird das Tetracyanoethylen daher epoxidiert. Carbonyloxide können unter geeigneten Bedingungen auch andere Substrate oxidieren, beispielsweise Sulfide zu Sulfoxiden oder durch eine Baeyer-Villiger-Oxidation Ketone zu Estern.